# 新河东站
新河东站，位于中华人民共和国河北省邢台市新河县，是邯黄铁路上的火车站，建于2013年，目前只办理货运业务，预留客运业务发展空间，由北京铁路局管辖。

## 歷史
- 建于2013年。

## 外部連結
- 中国铁路客户服务中心 （页面存档备份，存于）